# Harrison Kerr
Pour les articles homonymes, voir Kerr.
Harrison Kerr, né le 13 octobre 1897 à Cleveland et mort le 16 août 1978 à Norman, est un compositeur, éditeur, administrateur et éducateur américain.

## Biographie
Il étudie à Cleveland avec James H. Rogers. En 1921, il se rend en France pour étudier au Conservatoire américain de Fontainebleau avec Nadia Boulanger. De 1949 à 1969, il est professeur de musique puis doyen du College of Fine Arts de l'Université de l'Oklahoma. Il est en résidence à cette université jusqu'en 1968. Il fonde également des agences d'échanges musicaux avec l'Europe et l'Extrême-Orient.
Il est le premier secrétaire exécutif du Centre de musique américain (en) qu'il a aidé à fonder, ainsi que le premier secrétaire exécutif de l'Alliance des compositeurs américains (en). En outre, il siège aux comités de rédaction des éditions New Music et des Enregistrements Trimestriels de Nouvelle Musique.
Parmi ses nombreuses œuvres, on peut noter quatre symphonies et un opéra nommé The Tower of Kel (1958–60). Sa musique a été enregistrée sous le label Composers Recordings, Inc..

## Œuvres
Harrison Kerr compose plusieurs mélodies, ainsi que les œuvres suivantes :

### Opéra
- The Tower of Kel (1958-1960)

### Musique orchestrale
- Symphonie no 1 (1927-1929, puis révisée en 1938)
- Symphonie no 2 (1943-1945)
- Symphonie no 3 (1953-1954)
- Sinfonietta da camera (création à Norman le 25 avril 1968)
- Épisodes de « The Tower of Kel » pour orchestre (1974)

### Musique concertante
- Concerto pour violon (1950-1951)

### Musique de chambre
- Sonate pour piano no 1 (1929)
- Trio pour clarinette, violoncelle et piano (1936)
- Quatuor à cordes no 1 (1937)
- Dance Suite pour piano et percussions (1938)
- Trio avec piano (1938)
- Sonate pour piano no 2 (1943)
- Ouverture, Arioso et Finale pour violoncelle et piano (1944-1951)
- Sonate pour violon solo (1954)
- Sonate pour violon et piano (1956)
- Quatuor à cordes no 2
- Quatuor à cordes no 3 (1973)
- Quasi Quodlibet pour huit trombones (1974)